# Keisuke Koide
Keisuke Koide (小出恵介?, Koide Keisuke; Tokyo, 20 febbraio 1984) è un attore giapponese.

## Biografia
Si è fatto notare soprattutto nei film dedicati a Nodame Cantabile, Cyborg She e Koizora; ha inoltre anche partecipato a numerosi dorama di successo, come Gokusen 2 e Strawberry Night.

## Filmografia

### Cinema
- Worst by Chance (2003)
- Break Through! (2004) - Norio Yoshida
- Linda Linda Linda (2005) - Abe
- Tada, Kimi wo Aishiteru (2006) - Kyohei Sekiguchi
- Hatsukoi (2006) - Kishi
- Koizora (film) (2007)
- Kimi ni shika kikoenai (2007) - Shinya Nozaki
- Kisaragi (2007)
- Cyborg She (2008)
- Killer Bride's Perfect Crime (2009) - Komine
- Gokusen - Il film (2009)
- Rookies (2009)
- Feel the Wind (2009)
- Nodame Cantabile saishū gakushō - Zenpen (2009)
- Nodame Cantabile saishū gakushō - Kōhen (2010)
- The Lightning Tree (2010) - Sukejiro Seta
- Surely Someday (2010) - Takumi
- Parēdо (2010)
- When I Kill Myself (2011) - Warden Yohei Minami

### Televisione
- Umechan Sensei (NHK, 2012)
- Strawberry Night (Fuji TV, 2012)
- Kono Sekai no Katasumi ni - Shūsaku Hōjō (NTV, 2011)
- Jin (manga) 2 (TBS, 2011)
- Perfect Report (Fuji TV, 2010)
- Ai wa Mieru (Fuji TV, 2010)
- Jin (manga) - Tachibana Kyotaro (TBS, 2009)
- MW Dai-0-sho (NTV, 2009)
- The Naminori Restaurant (NTV, 2008)
- Rookies SP - Mikoshiba Toru (TBS, 2008)
- Kiseki no Dobutsuen 2008 (Fuji TV, 2008)
- Rookies (manga) - Mikoshiba Toru (TBS, 2008)
- Sasaki fusai no jingi naki tatakai - Sakuraba Hajime (TBS, 2008)
- Anmitsu Hime - Senbei (Fuji TV, 2008)
- Nodame Cantabile SP - Okuyama Masumi (Fuji TV, 2008)
- Ushi ni Negai wo: Love & Farm - Mano Tohei (Fuji TV, 2007)
- Kiseki no Dobutsuen 2007 (Fuji TV, 2007)
- Isshou Wasurenai Monogatari - Takeshi (TV Asahi, 2006)
- Nodame Cantabile - Okuyama Masumi (Fuji TV, 2006)
- Kiseki no Dobutsuen 2006 (Fuji TV, 2006)
- Oishii Proposal - Katsuragi Haruki (TBS, 2006)
- Byakuyakō - Sonomura Tomohiko (TBS, 2006)
- Hakusen Nagashi ~Yume Miru Goro wo Sugitemo - Senju Yutaka (Fuji TV, 2005)
- Water Boys Final - Uehara Kensaku (Fuji TV, 2005)
- Gokusen 2 - Hyuuga Kosuke (NTV, 2005)
- Medaka (Fuji TV, 2004, ep 3,5)
- Ranpo R Kuro Tokage (NTV, 2004)